# Bestune Pony
Bestune Pony – elektryczny mikrosamochód produkowany pod chińską marką Bestune od 2023 roku.

## Historia i opis modelu

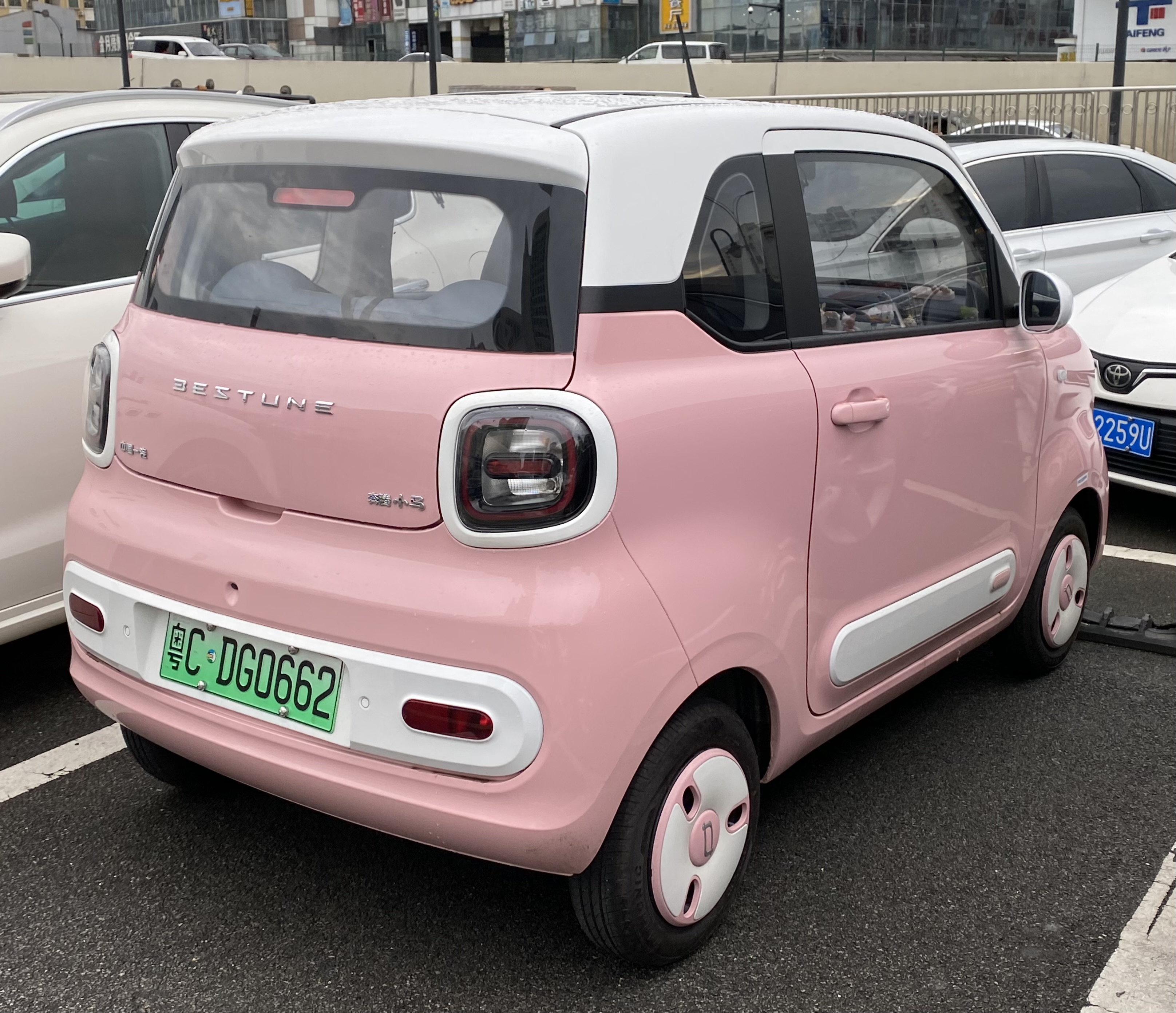
Bestune Pony - tył

W odpowiedzi na dużą popularność elektryznego mikrosamochodu Wuling Hongguang Mini EV, FAW Group przygotowało odpowiedź na ten model pod swoją marką Bestune. W kwietniu 2023 podczas Shanghai Auto Show miała miejsce premiera przedprodukcyjnej rodziny modeli Pony, która poprzez pokryte różnymi naklejkami, ozdobnikami i dodatkowymi panelami zapowiedziała seryjny model gotowy do sprzedaży. Ten zadebiutował oficjalnie we wrześniu tego samego roku, wyróżniając się stylizacją obszernie odtwarzającą estetykę konkurencyjnego Wulinga.
Charakterystyczne, pudełkowate proporcje wzbogaciło dwubarwne malowanie nadozia z dużymi refletorami oraz lampami tylnymi, a także dodatkowymi listwami o owalnym kształcie na zderzakach i drzwiach wraz z relatywnie niewielkimi kołami. Samochód wyposażono także w rozbudowany pakiet akcesoriów, takich jak bagażnik dachowy. Kabina pasażerska utrzymana została w chłodnym, minimalistycznym wzornictwie z ograniczoną do minumum wskaźników deską rozdzielczą i dwuramienną kierownicą.

### Sprzedaż
Pony powstało wyłącznie z myślą o sprzedaży na wewnętrznym rynku chińskim. Sprzedaż samochodu rozpoczęła się oficjalnie we wrześniu 2023 roku, z cenami wahającymi się od 30 do 50 tysięcy juanów.

### Dane techniczne
Bestune Pony to samochód w pełni elektryczny. Do jego napędu wykorzystany został silnik o mocy 27 KM, z kolei do wyboru przewidziano trzy pakiety baterii typu LFP: 9,4 kWh, 10 kWh lub 14 kWh. Pozwalają one na przejechanie maksymalnie od ok. 122 do 170 kilometrów na jednym ładowaniu według chińskiego cyklu pomiarowego CLTC.